# Паскуале Маліп'єро

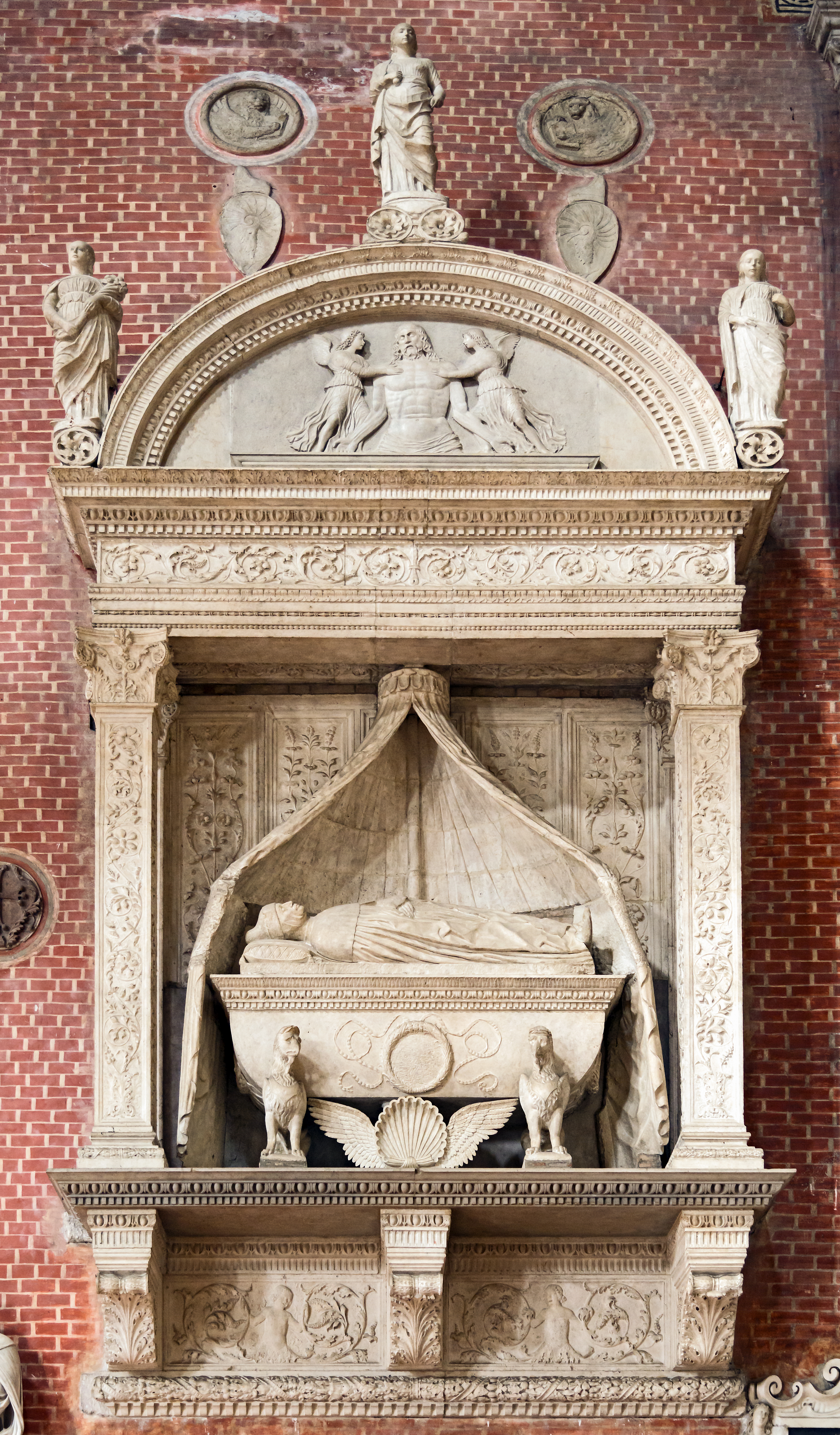
Його могила Собор Санті-Джованні е Паоло

Паскуале Маліп'єро (італ. Pasquale Malipiero 1392, Венеція — 7 травня 1462) — державний діяч Венеційської Республіки, 66-й венеційський дож з 30 жовтня 1457 року і до смерті.

## Біографія
Належав до патриціанського роду Маліп'єро, з гілки Сан-Северо. Син Франческо Маліп'єро. Спочатку опановував родинну справу з торгівлі зі Сходом, потім залишив її на управління братів, зосередившись на політичним справах. 28 лютого 1429 року призначається синдиком та проведитором (військовим комісаром і фінансовим контролером) Далмації, Істрії та Албанії. На цій посаді він мав завдання розслідувати ймовірні фінансові порушення, скоєні деякими венеціанськими губернаторами, насамперед Алессандро Дзорці, графа Зари, та Андреа Мініо, байло Дураццо. 1430 року знову перевіряв фінанси у Зарі.
1435 року призначається консулом у Трані. 21 лютого 1437 року він обійняв посаду посла в Генуї, де був до грудня 1438 року (він перервав її лише між груднем 1437 року та наступною весною через деякі родинні проблеми). 1439 року представляв Республіку на Флорентійському собору. 
1440 року отримав посаду венеційської армії, яку на той час очолив Франческо Сфорца. На цій посаді Маліп'єро затоваришував з останнім. Також на своїй посаді він вів перемовини з представниками комун Брешії та Бергамо щодо умов їх приєднання до Венеційської республіки.  25 листопада 1440 року його було обрано подестою Верони, але він відмовився від неї, обравши 6 грудня подібну посаду в Падуї.12 серпня 1442 року його було обрано до Сенату, 9 вересня — Ради десяти, а 30 вересня — до «мудрих материка». 
27 січня 1443 року він увійшов до Малої ради та залишався там до наступного вересня, після чого був призначений послом у Болоньї, де залишався до квітня 1444 року. 31 грудня 1445 року він став «мудрим радників». У 1445 році він відмовився, посилаючись на стан здоров'я, від посади посла до Мілана та Болоньї. Натомість 12 червня 1445 року він став членом Авагадорії, 8 грудня того ж року — послом до папського двору. 
1446 року призначено губернатором Фріулі., а потім того ж року увійшов до Ради десяти. Йому навіть дозволялося носити зброю для власного захисту, що було рідкісним винятком у Венеції. 11 листопада 1446 року обирається одним з трьох прокураторів de ultra Святого Марка (відповідав за довірчі фонди, створені в сестьєрі Сан-Поло, Санта-Кроче та Дорсодуро). Наприкінці цього ж року призначається посланцем до Францеско Сфорца, але незміг завадити тому перейти на бік міланського герцога Філіпо Марія Вісконті у 1447 році.
У 1447 році займався дипломатичними поїздками до Феррари і Мілану, намагаючись припинити війну між герцогством і Республікою. Того ж року призначається представником Сенату у війську на чолі із Мікелетто Аттендоло. 1448 року разом з Альвізе Лореданом призначено проведитором дель Езерсіто, у відповідальність яких входило контроль над найманим військом. Протягом 1449 року намагався переконати Сфорца перейти на бік Венеції, але марно.
17 березня 1450 року призначається послом до ферраського маркіза Леонелло д'Есте, де виступив посередником між Феррарою і Неаполітанським королівством, наслідком чого стало укладання Бельфіорського миру. 1451 року увійшов до дзонти Сенату, отримавши вносити резолюції до Сенату будь-коли. Протягом 1452 року представляв Венецію на коронації імператором Фрідріха III та Франческо Сфорца, що на той час став міланським герцогом. 1453 року знову був представником у війську, де зумів переконати кондотьєра Якопо Піччініно знову приєднатися до венеційської армії та взяти на себе командування. 1454 року призначено до комісії з мудрих (саві), які займалися наведення ладу у фінансових справах державної скарбниці. 
Став наступником Франческа Фоскарі 30 жовтня 1457 року, коли колишній дож був ще живий. Через два дні після смерті свого попередника він вирішив бути присутнім на державному похороні в сенаторському, а не дожському вбранні. Прийшов до влади за підтримки ворожої до сімейства Фоскари групи знаті. У 1458 році підписав закон який обмежував повноваження Ради десяти. 1459 року фактично саботував спробу папи римського Пія II почати новий хрестовий похід проти османів. 
Надалі намагався зберігати мир з усіма сусідами. За його правління розпочалося будівництво порталу до Арсеналу, що було спрямовано на розширення можливостей флоту. 1459 року шляхом дипломатії вдалося отримати від Стефана I Црноєвича місто Будва разом з Нижньою Зетою.
Помер 1462 року. Його поховали в базиліці Санті-Джованні-е-Паоло, традиційному місці поховання венеційських дожів. Спадкоємцем Паскуале став дож Крістофоро Моро.
З 1414 року був одружений з Джованною Дандоло з гілки делла Джудекка, від якої мав синів Лоренцо, Антоніо, Поло та доньку Маддалену.